# Gosu
Gosu (kor. 고수, mistrz, ekspert; sinicyzm od 高手 gāoshǒu，dosł.: wysoka ręka) – koreański termin używany pierwotnie na określenie osoby wybitnie zaawansowanej w sztukach walki, Go oraz innych dziedzinach. Wraz z rozwojem sportu elektronicznego zaczęto tak nazywać najlepszych (w tym zawodowych) graczy w gry komputerowe, takie jak Diablo II, StarCraft, Warcraft III, Counter-Strike, League of Legends czy World of Warcraft. Jako termin e-sportowy, słowo weszło do angielskiego i innych języków, jak m.in. rosyjski, dzięki bezprecedensowemu rozwojowi e-sportu, a w szczególności zawodowego StarCrafta, w Korei Południowej. Później zgodnie z mechanizmem tzw. etymologii ludowej zaczęto je za granicą interpretować np. jako skrótowiec God of StarCraft Universe (bóg świata StarCrafta).
Razem z gosu w slangu profesjonalnych graczy na świecie przyjęły się również towarzyszące mu koreańskie terminy jungsu (gracz niezły), hasu (przeciętniak) i chobo (początkujący).